# Gothèye
Gothèye es una comuna rural de Níger, chef-lieu del departamento homónimo en la región de Tillabéri. En 2012 tenía una población de 93 264 habitantes, de los cuales 44 810 eran hombres y 48 454 eran mujeres.
El área de la actual comuna fue el lugar de asentamiento a partir de 1591 de refugiados songhai que tuvieron que abandonar sus tierras tras la caída del Imperio songhai. El área quedó gobernada por la dinastía songhai Askiya. En torno a 1844, un grupo de fulanis procedentes de Dori, con el apoyo de zarmas, atacaron la zona, pero fueron derrotados por una alianza de songhais y tuaregs. En la comuna predomina la agricultura de lluvia, aunque en torno al río Níger se cultiva también arroz. Por sus buenas comunicaciones, hay varios mercados semanales en la comuna.
Se ubica en la orilla occidental del río Níger, a medio camino entre la capital nacional Niamey y la capital regional Tillabéri, sobre la carretera RN4. Al norte del pueblo se produce la desembocadura del río Dargol en el río Níger.